# Hedvika Lehnická
Hedvika Lehnická (polsky Jadwiga Legnicka, 1351? – 1. srpna 1409, Lehnice) byla zaháňská kněžna pocházející z lehnické větve slezských Piastovců. Byla dcerou lehnického knížete Václava a Anny, dcery Kazimíra Těšínského.
Okolo roku 1372 byla provdána za zaháňského knížete Jindřicha. Manželství se rozpadlo po předčasné smrti jediného potomka, Hedvika zůstala v Zaháni a Jindřich se odstěhoval. Zemřel v prosinci roku 1393, Hedvika vládla zaháňskému knížectví do roku 1403, kdy se vzdala vlády ve prospěch synovců a odešla na dvůr svého bratra Ruprechta. Zemřela v létě 1409 a její ostatky byly uloženy v rodinné hrobce v kapli kostela Božího hrobu v Lehnici.